# فندق إنتركونتيننتال الأردن
يقع فندق إنتركونتيننتال الأردن في قلب العاصمة الأردنية عَمان، تحديداً في المنطقة الدبلوماسية، وهو أحد أقدم وأكبر فنادق الأردن المصنّفة بخمسة نجوم، إذ افتتح عام 1963 وخضع لعدة عمليات تجديد للحفاظ على مواكبته المتطلبات الفندقية العصرية. يضم الفندق حوالي 440 غرفة وجناح ومسابح داخلية وخارجية، فضلاً عن خدمات عصرية أخرى.
يشار إلى أن الفندق عضو في نظام IHG Green Engage الذي يمنح الفنادق الوسائل اللازمة لمراقبة مدى تأثير الأنشطة اليومية لأعمال الفندق على البيئة من حيث استخدامات الطاقة وانبعاثات الكربون واستخدامات المياه، وذلك بهدف الحفاظ على الاستدامة البيئية.

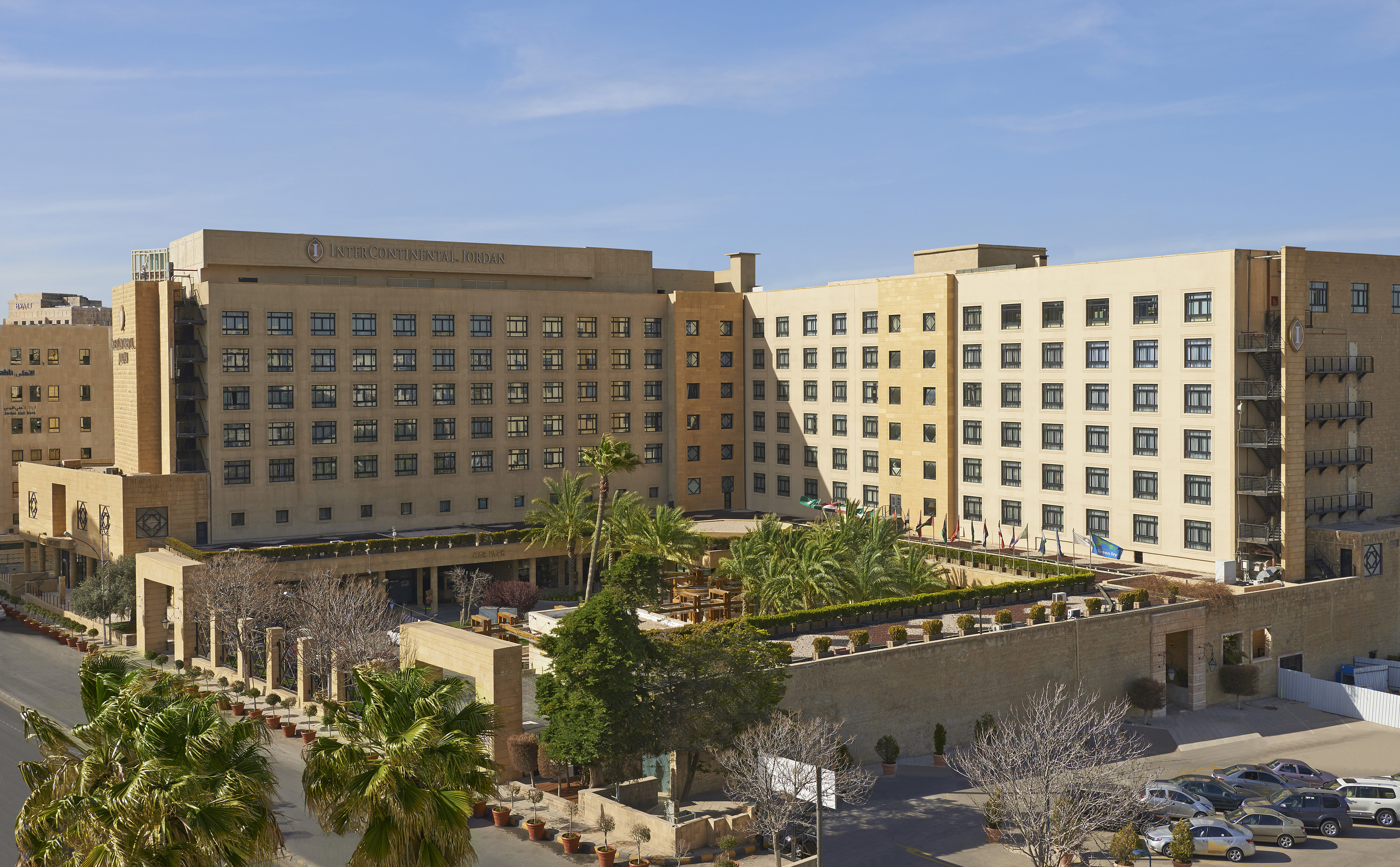
صورة لفندق الإنتركونتيننتال في العاصمة عَمان